# Liévin
Liévin (in piccardo Lévin, in olandese  Lieven) è un comune francese di 30 113 abitanti (al 1º gennaio 2022)situato nel dipartimento del Passo di Calais nella regione dell'Alta Francia.
Il territorio comunale è bagnato dalle acque del fiume Souchez.

## Storia

### Simboli
Lo stemma è stato registrato ufficialmente il 16 dicembre 1955, ma era già stato proposto nel 1922 e si ispira al blasone di una famiglia Liévin — anche se la relazione con il territorio comunale resta da stabilire con precisione — che portava uno scudo fasciato d'argento e di rosso (quindi di sei pezzi).

### Onorificenze
- Croix de guerre 1914-1918

## Società

### Evoluzione demografica
Abitanti censiti

## Amministrazione

### Gemellaggi
- Hohenlimburg, dal 1960
- Bruck an der Mur, dal 1999
- Pasvalys, dal 1999
- Rybnik, dal 2000
- La Valette-du-Var, dal 2000
- Mouscron, dal 2005